# Giardomyia furvescens
Giardomyia furvescens är en tvåvingeart som beskrevs av Hardy 1960. Giardomyia furvescens ingår i släktet Giardomyia och familjen gallmyggor. Inga underarter finns listade i Catalogue of Life.